# Odcinek Taktyczny „Jastrub”
Odcinek Taktyczny „Jastrub” – odcinek taktyczny nr 15 Ukraińskiej Powstańczej Armii, wchodzący w skład II Okręgu Wojskowego Buh.
Odcinek Taktyczny „Jastrub” jesienią 1945 roku obejmował południowo-wschodnią część Okręgu Wojskowego „Buh” (do Dniestru na południu), z  miastami: Przemyślany, Pomorzany, Strzeliska Nowe, Rohatyn, Bukaczowce, Bursztyn, Bołszowce. Początkowo obszar Odcinka był znacznie większy, ale pod koniec lata 1945 wydzielono z niego Odcinek Taktyczny "Asfalt".
Dowódcami Odcinka byli kolejno: „Krutiż” (1945), „Łysaj” (1945), „Szuhaj” (1945–1946) i „Burja” (1946). Członkami dowództwa Odcinka byli: „Żajworonok” (1945–1946), „Ruba” (1945–1946), „Chmil” (1945–1946), „Czornota” (1945-1946).
W skład odcinka wchodził kureń UPA "Żubry” pod dowództwem „Krutiża”, złożony w czerwcu 1945 z trzech sotni: „Żubry I” (dowódca „Dyr”), „Żubry II” (dowódca „Hajduk”) i „Żubry III” (dowódca „Łys”). W czerwcu 1946 w skład Odcinka wchodziły sotnie „Drużynnyky” (dowódca „Kozak”) i „Surmaczi” (dowódca „Buria”).